# Верба (РСЗО)
БМ-21У «Верба» — украинская реактивная система залпового огня, состоящая из шасси КрАЗ-6322-010 и боевой части БМ-21 «Град».

## История
В начале 2000-х годов начали работы по созданию модернизированного варианта системы залпового огня БМ-21 «Град» с использованием автомобильного шасси украинского производства. В результате, для вооружённых сил Украины были предложены БМ-21У "Град-М" и БМ-21К (на шасси армейского грузовика КрАЗ-260).
В связи с тем, что производство КрАЗ-260 было прекращено, серийный выпуск БМ-21К начат не был.
В 2006 году на вооружение вооружённых сил Украины был принят армейский грузовик КрАЗ-6322, а в конце 2008 года было принято решение сделать КрАЗ основным типом грузовика в украинской армии, поэтому с целью унификации шасси автомобильной техники украинский Шепетовский Ремонтный завод продолжил работы по созданию модернизированного варианта РСЗО БМ-21У на шасси КрАЗ-6322.
В ноябре 2014 года стоимость одной БМ-21У «Верба» для вооружённых сил Украины составляла 8 млн. гривен. Но эта информация не была точно подтверждена, на разных источниках сказано разное, что и ставит некоторых под вопрос.
2 декабря 2015 года Шепетовским Ремонтным Заводом был представлен опытный образец модернизированного БМ-21 «Град» на шасси КрАЗ-6322, получивший название «Верба». Как сообщили представители предприятия, модернизированный вариант имеет массу около 20 тонн, оснащён автоматизированной системой перезаряжания (позволившей использовать перезаряжание с использованием транспортно-заряжающей машины и тем самым сократить время на перезаряжание), автоматизированной системой прицеливания и навигационным оборудованием, обеспечивающим топопривязку и оперативную передачу координат, аутригерами. Испытания системы планировалось завершить в течение 7 месяцев.
Первый образец РСЗО «Верба» был оснащён небронированной четырёхдверной пятиместной кабиной, однако предусмотрена возможность создания бронированной версии РСЗО с кабиной от КрАЗ-6322 «Raptor».
20 февраля 2019 года было объявлено о намерении освоить серийное производство РСЗО «Верба» на Шепетовском ремонтном заводе в 2019 году. Однако поскольку положение Кременчугского автозавода осложнилось, в октябре 2019 года Шепетовский ремонтный завод представил альтернативный вариант модернизации - БМ-21МТ (представлявший собой перенос боевой части БМ-21 "Град" на шасси чешского грузовика TATRA T815-7T3R2T с пневматической подвеской).
8 ноября 2019 года представитель департамента военно-технической политики, развития вооружения и военной техники министерства обороны Украины полковник Владислав Шостак сообщил, что РСЗО «Верба» завершила государственные испытания и официально принята на вооружение вооружённых сил Украины.
В 2020 году РСЗО «Верба» была включена в перечень образцов вооружения, предлагаемых на экспорт.
Весной 2021 года было объявлено о намерении разработать для вооружённых сил Украины новую 122-мм РСЗО для замены имеющихся на вооружении БМ-21 «Град» советского производства. Разработка новой 122-мм РСЗО должна проходить с учётом опыта, полученного при создании 122-мм РСЗО "Верба" и РСЗО БМ-21УМ "Берест".
После завершения испытаний, 15 сентября 2021 года РСЗО "Верба" была официально принята на вооружение вооружённых сил Украины.

## Страны-эксплуатанты
- Украина — вооружённые силы Украины[16]